# Coupe du Japon de football
La Coupe du Japon de football a été créée en 1921. Elle porte le nom de Coupe de l'Empereur. La finale se déroule au Stade olympique de Tokyo, traditionnellement le 1er janvier suivant la fin du championnat (qui se termine en décembre).
Le vainqueur de cette coupe décroche également une place qualificative l'année suivante pour la Ligue des champions de l'AFC.

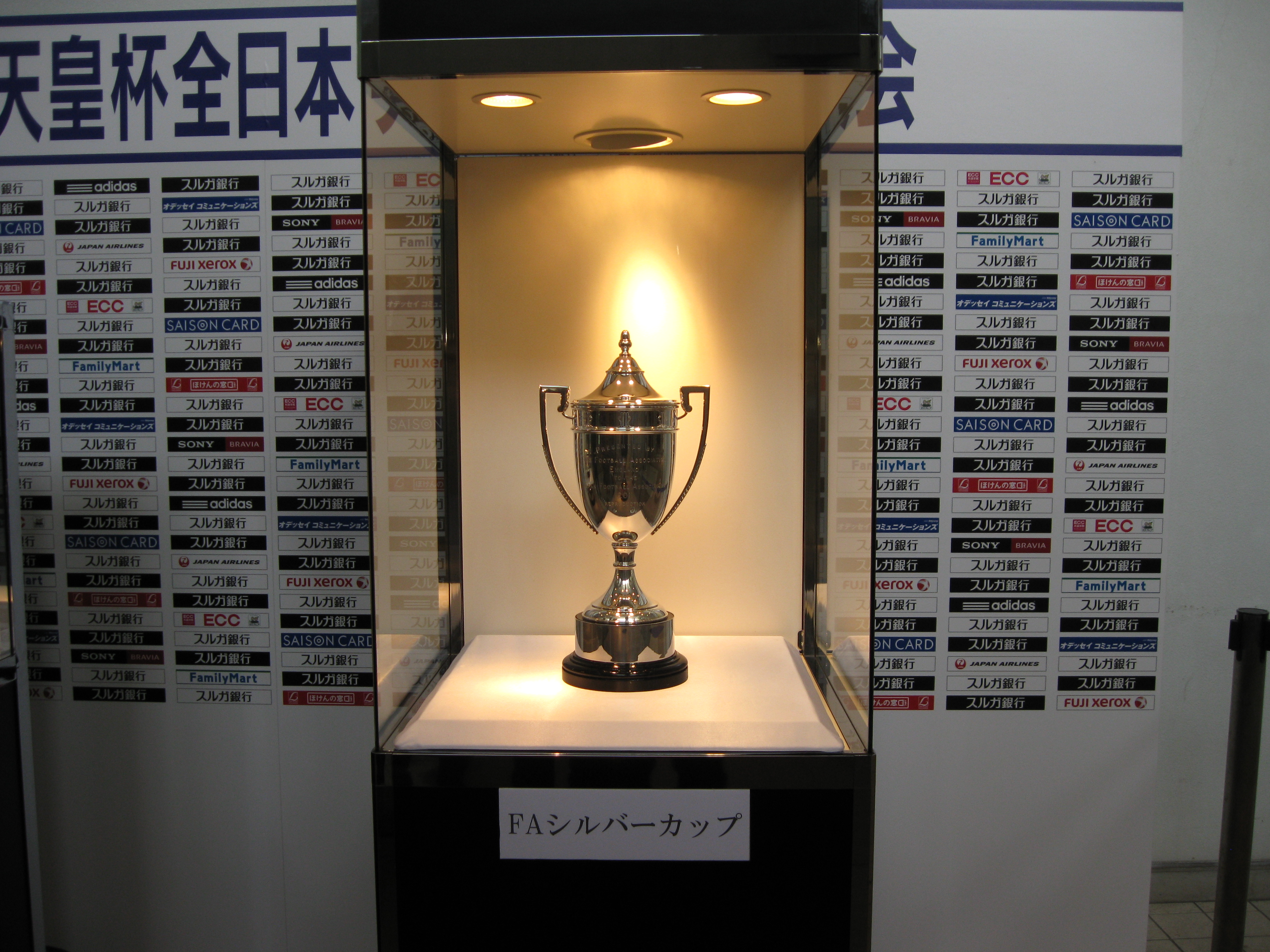
La FA Silver cup

## Histoire
La compétition actuellement connue sous le nom de « Coupe de l'Empereur » est créée en 1921 en même temps que la JFA (Fédération japonaise de football).
Avec l'annulation de la coupe du japon en 1926 avec la mort de l'empereur Taishō Tennō, en 1934 des Jeux de l'Extrême-Orient de 1934 et de 1941 à 1945 en raison de la Seconde Guerre mondiale c'est à partir de 1948 que le trophée actuel est utilisé ainsi que le nom « Coupe de l'Empereur » en remplacement de l'ancienne coupe donnée par la FA en 1919.

### Format
Le format de la compétition à quelque peu changé. En effet, lors des premières éditions, ce ne sont que quatre équipes qui s'affrontent. En 1969, la compétition évolue, il est décidé que la finale se jouera le Jour de l'an (même si aujourd'hui la finale se joue généralement en décembre).

En 1996, la coupe s'étend de neuf régions pour les clubs amateurs et les clubs de lycée à 47 Préfectures (un représentant par Préfectures lors de championnats dont les gagnants participe à la coupe face au club professionnel de la J.league).

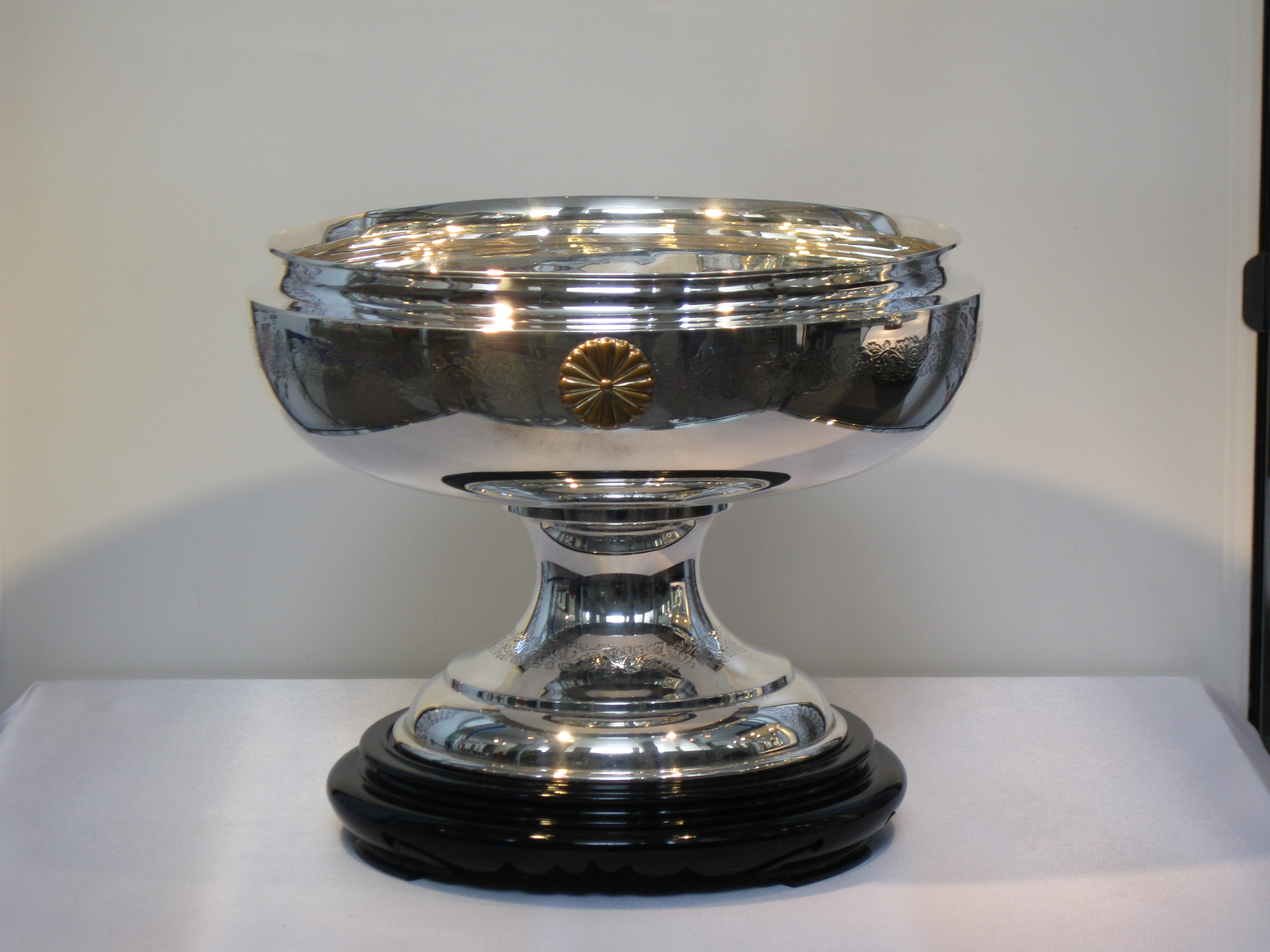
Coupe de l'Empereur

## Palmarès
| N°  | Édition | Vainqueur                                                             | Score de la finale                                                    | Finaliste                                                             | Lieu de la finale                                                     | Affluence                                                             |
| --- | ------- | --------------------------------------------------------------------- | --------------------------------------------------------------------- | --------------------------------------------------------------------- | --------------------------------------------------------------------- | --------------------------------------------------------------------- |
| 1   | 1921    | Tokyo Shukyu-dan                                                      | 1 - 0                                                                 | Mikage Shukyu-dan                                                     | Parc d'Hibiya                                                         | ?                                                                     |
| 2   | 1922    | Nagoya Shukyu-dan                                                     | 1 - 0                                                                 | Hiroshima Koto-shihan                                                 | ?                                                                     | ?                                                                     |
| 3   | 1923    | Astra Club                                                            | 2 - 1                                                                 | Nagoya Shukyu-dan                                                     | ?                                                                     | ?                                                                     |
| 4   | 1924    | Rijo Shukyu-dan                                                       | 4 - 1                                                                 | All Mikage Shihan Club                                                | ?                                                                     | ?                                                                     |
| 5   | 1925    | Rijo Shukyu-dan (2)                                                   | 3 - 0                                                                 | Université Imperial de Tokyo                                          | ?                                                                     | ?                                                                     |
| 6   | 1926    | Annulé en raison de la mort de l'empereur Taishō Tennō                | Annulé en raison de la mort de l'empereur Taishō Tennō                | Annulé en raison de la mort de l'empereur Taishō Tennō                | Annulé en raison de la mort de l'empereur Taishō Tennō                | Annulé en raison de la mort de l'empereur Taishō Tennō                |
| 7   | 1927    | Club du lycée Kobe-Ichi                                               | 2 - 0                                                                 | Rijo Shukyu-dan                                                       | ?                                                                     | ?                                                                     |
| 8   | 1928    | Université Waseda WMW                                                 | 6 - 1                                                                 | Université de Kyoto                                                   | ?                                                                     | ?                                                                     |
| 9   | 1929    | Kwangaku Club                                                         | 3 - 0                                                                 | Université Hōsei                                                      | ?                                                                     | ?                                                                     |
| 10  | 1930    | Kwangaku Club (2)                                                     | 3 - 0                                                                 | Université Keio                                                       | ?                                                                     | ?                                                                     |
| 11  | 1931    | Université impérial de Tokyo                                          | 5 - 1                                                                 | Lycée Kobun                                                           | ?                                                                     | ?                                                                     |
| 12  | 1932    | Keio Club                                                             | 5 - 1                                                                 | Yoshino Club                                                          | ?                                                                     | ?                                                                     |
| 13  | 1933    | Tokyo Old Boys Club                                                   | 4 - 1                                                                 | Sendai FC                                                             | ?                                                                     | ?                                                                     |
| 14  | 1934    | Annulé en raison de l'athlétisme aux Jeux de l'Extrême-Orient de 1934 | Annulé en raison de l'athlétisme aux Jeux de l'Extrême-Orient de 1934 | Annulé en raison de l'athlétisme aux Jeux de l'Extrême-Orient de 1934 | Annulé en raison de l'athlétisme aux Jeux de l'Extrême-Orient de 1934 | Annulé en raison de l'athlétisme aux Jeux de l'Extrême-Orient de 1934 |
| 15  | 1935    | Seoul Shukyu-dan                                                      | 2 - 0                                                                 | Université Tokyo Bunri                                                | ?                                                                     | ?                                                                     |
| 16  | 1936    | Université Keiō (2)                                                   | 3 - 2                                                                 | Collège Poseung                                                       | Stade Université Korea Green                                          | ?                                                                     |
| 17  | 1937    | Université Keiō (3)                                                   | 3 - 0                                                                 | Université Kobe Shogyo                                                | ?                                                                     | ?                                                                     |
| 18  | 1938    | Université Waseda (2)                                                 | 4 - 1                                                                 | Université Keiō                                                       | ?                                                                     | ?                                                                     |
| 19  | 1939    | Université Keiō (4)                                                   | 3 - 2 ap                                                              | Université Waseda                                                     | ?                                                                     | ?                                                                     |
| 20  | 1940    | Université Keiō (5)                                                   | 1 - 0                                                                 | Université Waseda                                                     | ?                                                                     | ?                                                                     |
| 21  | 1941    | Annulé en raison de la Seconde Guerre mondiale                        | Annulé en raison de la Seconde Guerre mondiale                        | Annulé en raison de la Seconde Guerre mondiale                        | Annulé en raison de la Seconde Guerre mondiale                        | Annulé en raison de la Seconde Guerre mondiale                        |
| 22  | 1942    | Annulé en raison de la Seconde Guerre mondiale                        | Annulé en raison de la Seconde Guerre mondiale                        | Annulé en raison de la Seconde Guerre mondiale                        | Annulé en raison de la Seconde Guerre mondiale                        | Annulé en raison de la Seconde Guerre mondiale                        |
| 23  | 1943    | Annulé en raison de la Seconde Guerre mondiale                        | Annulé en raison de la Seconde Guerre mondiale                        | Annulé en raison de la Seconde Guerre mondiale                        | Annulé en raison de la Seconde Guerre mondiale                        | Annulé en raison de la Seconde Guerre mondiale                        |
| 24  | 1944    | Annulé en raison de la Seconde Guerre mondiale                        | Annulé en raison de la Seconde Guerre mondiale                        | Annulé en raison de la Seconde Guerre mondiale                        | Annulé en raison de la Seconde Guerre mondiale                        | Annulé en raison de la Seconde Guerre mondiale                        |
| 25  | 1945    | Annulé en raison de la Seconde Guerre mondiale                        | Annulé en raison de la Seconde Guerre mondiale                        | Annulé en raison de la Seconde Guerre mondiale                        | Annulé en raison de la Seconde Guerre mondiale                        | Annulé en raison de la Seconde Guerre mondiale                        |
| 26  | 1946    | Université de Tokyo (2)                                               | 6 - 2                                                                 | Université Kobe Keizai                                                | ?                                                                     | ?                                                                     |
| 27  | 1947    | Annulé en raison de l'Occupation du Japon                             | Annulé en raison de l'Occupation du Japon                             | Annulé en raison de l'Occupation du Japon                             | Annulé en raison de l'Occupation du Japon                             | Annulé en raison de l'Occupation du Japon                             |
| 28  | 1948    | Annulé en raison de l'Occupation du Japon                             | Annulé en raison de l'Occupation du Japon                             | Annulé en raison de l'Occupation du Japon                             | Annulé en raison de l'Occupation du Japon                             | Annulé en raison de l'Occupation du Japon                             |
| 29  | 1949    | Université de Tokyo (3)                                               | 5 - 2                                                                 | Université Kansai Club                                                | ?                                                                     | ?                                                                     |
| 30  | 1950    | Université Kwansei Gakuin (3)                                         | 6 - 1                                                                 | Université Keiō                                                       | ?                                                                     | ?                                                                     |
| 31  | 1951    | Université Keiō (6)                                                   | 3 - 2 ap                                                              | Osaka Club                                                            | ?                                                                     | ?                                                                     |
| 32  | 1952    | Université Keiō (7)                                                   | 6 - 2                                                                 | Osaka Club                                                            | ?                                                                     | ?                                                                     |
| 33  | 1953    | Université Kwansei Gakuin (4)                                         | 5 - 4 ap                                                              | Osaka Club                                                            | ?                                                                     | ?                                                                     |
| 34  | 1954    | Université Keiō (8)                                                   | 5 - 3 ap                                                              | Toyo Kogyo SC                                                         | ?                                                                     | ?                                                                     |
| 35  | 1955    | Université Kwansei Gakuin (5)                                         | 4 - 3                                                                 | Université Chūō                                                       | ?                                                                     | ?                                                                     |
| 36  | 1956    | Université Keiō (9)                                                   | 4 - 2                                                                 | Yawata Steel                                                          | ?                                                                     | ?                                                                     |
| 37  | 1957    | Université Chūō                                                       | 2 - 1                                                                 | Toyo Kogyo SC                                                         | ?                                                                     | ?                                                                     |
| 38  | 1958    | Université Kwansei Gakuin (6)                                         | 2 - 1                                                                 | Yawata Steel                                                          | ?                                                                     | ?                                                                     |
| 39  | 1959    | Université Kwansei Gakuin (7)                                         | 1 - 0                                                                 | Université Chūō                                                       | ?                                                                     | ?                                                                     |
| 40  | 1960    | Furukawa Electric SC                                                  | 4 - 0                                                                 | Université Keiō                                                       | ?                                                                     | ?                                                                     |
| 41  | 1961    | Furukawa Electric SC (2)                                              | 3 - 2                                                                 | Université Chūō                                                       | ?                                                                     | ?                                                                     |
| 42  | 1962    | Université Chūō (2)                                                   | 2 - 1                                                                 | Furukawa Electric SC                                                  | ?                                                                     | ?                                                                     |
| 43  | 1963    | Université Waseda (3)                                                 | 2 - 1                                                                 | Hitachi SC                                                            | ?                                                                     | ?                                                                     |
| 44  | 1964    | Furukawa Electric SC (3) (titre partagé) Yawata Steel (titre partagé) | 0-0 ap                                                                | Aucun                                                                 | ?                                                                     | ?                                                                     |
| 45  | 1965    | Toyo Kogyo SC                                                         | 3 - 2                                                                 | Yawata Steel                                                          | ?                                                                     | ?                                                                     |
| 46  | 1966    | Université Waseda (4)                                                 | 3 - 2 ap                                                              | Toyo Kogyo SC                                                         | ?                                                                     | ?                                                                     |
| 47  | 1967    | Toyo Kogyo SC (2)                                                     | 1 - 0                                                                 | Mitsubishi Heavy Industries                                           | ?                                                                     | ?                                                                     |
| 48  | 1968    | Yanmar Diesel                                                         | 1 - 0                                                                 | Mitsubishi Heavy Industries                                           | ?                                                                     | ?                                                                     |
| 49  | 1969    | Toyo Kogyo SC (3)                                                     | 4 - 1                                                                 | Université Rikkyō                                                     | ?                                                                     | ?                                                                     |
| 50  | 1970    | Yanmar Diesel (2)                                                     | 2 - 1 ap                                                              | Toyo Kogyo SC                                                         | ?                                                                     | ?                                                                     |
| 51  | 1971    | Mitsubishi Heavy Industries                                           | 3 - 1                                                                 | Yanmar Diesel                                                         | ?                                                                     | ?                                                                     |
| 52  | 1972    | Hitachi SC                                                            | 2 - 1                                                                 | Yanmar Diesel                                                         | ?                                                                     | ?                                                                     |
| 53  | 1973    | Mitsubishi Heavy Industries (2)                                       | 2 - 1                                                                 | Hitachi SC                                                            | ?                                                                     | ?                                                                     |
| 54  | 1974    | Yanmar Diesel (3)                                                     | 2 - 1                                                                 | Eidai Industries                                                      | ?                                                                     | ?                                                                     |
| 55  | 1975    | Hitachi SC (2)                                                        | 2 - 0                                                                 | Fujita Kogyo SC                                                       | ?                                                                     | ?                                                                     |
| 56  | 1976    | Furukawa Electric SC (4)                                              | 4 - 1                                                                 | Yanmar Diesel                                                         | ?                                                                     | ?                                                                     |
| 57  | 1977    | Fujita Kogyo SC                                                       | 4 - 1                                                                 | Yanmar Diesel                                                         | ?                                                                     | ?                                                                     |
| 58  | 1978    | Mitsubishi Heavy Industries (3)                                       | 1 - 0                                                                 | Toyo Kogyo SC                                                         | ?                                                                     | ?                                                                     |
| 59  | 1979    | Fujita Kogyo SC (2)                                                   | 2 - 1                                                                 | Mitsubishi Heavy Industries                                           | ?                                                                     | ?                                                                     |
| 60  | 1980    | Mitsubishi Heavy Industries (4)                                       | 1 - 0                                                                 | Tanabe Pharmaceuticals                                                | ?                                                                     | ?                                                                     |
| 61  | 1981    | NKK FC                                                                | 2 - 0                                                                 | Yomiuri Club                                                          | ?                                                                     | ?                                                                     |
| 62  | 1982    | Yamaha Motors FC                                                      | 1 - 0 ap                                                              | Fujita Kogyo SC                                                       | ?                                                                     | ?                                                                     |
| 63  | 1983    | Nissan Motors FC                                                      | 2 - 0                                                                 | Yanmar Diesel                                                         | ?                                                                     | ?                                                                     |
| 64  | 1984    | Yomiuri Club                                                          | 2 - 0                                                                 | Furukawa Electric SC                                                  | ?                                                                     | ?                                                                     |
| 65  | 1985    | Nissan Motors FC (2)                                                  | 2 - 0                                                                 | Fujita Kogyo SC                                                       | ?                                                                     | ?                                                                     |
| 66  | 1986    | Yomiuri Club (2)                                                      | 2 - 1                                                                 | NKK FC                                                                | ?                                                                     | ?                                                                     |
| 67  | 1987    | Yomiuri Club (3)                                                      | 2 - 0                                                                 | Mazda SC                                                              | ?                                                                     | ?                                                                     |
| 68  | 1988    | Nissan Motors FC (3)                                                  | 3 - 1 ap                                                              | Fujita Kogyo SC                                                       | ?                                                                     | ?                                                                     |
| 69  | 1989    | Nissan Motors FC (4)                                                  | 3 - 2                                                                 | Yamaha Motors FC                                                      | ?                                                                     | ?                                                                     |
| 70  | 1990    | Matsushita Electric                                                   | 0 - 0 ap (4 - 3 tab)                                                  | Nissan Motors FC                                                      | ?                                                                     | ?                                                                     |
| 71  | 1991    | Nissan Motors FC (5)                                                  | 4 - 1                                                                 | Yomiuri Club                                                          | ?                                                                     | ?                                                                     |
| 72  | 1992    | Yokohama Marinos (6)                                                  | 2 - 1 ap                                                              | Verdy Kawasaki                                                        | ?                                                                     | ?                                                                     |
| 73  | 1993    | Yokohama Flügels                                                      | 6 - 2 ap                                                              | Kashima Antlers                                                       | ?                                                                     | ?                                                                     |
| 74  | 1994    | Bellmare Hiratsuka (3)                                                | 2 - 0                                                                 | Cerezo Osaka                                                          | ?                                                                     | ?                                                                     |
| 75  | 1995    | Nagoya Grampus Eight                                                  | 3 - 0                                                                 | Sanfrecce Hiroshima                                                   | ?                                                                     | ?                                                                     |
| 76  | 1996    | Verdy Kawasaki (4)                                                    | 3 - 0                                                                 | Sanfrecce Hiroshima                                                   | ?                                                                     | ?                                                                     |
| 77  | 1997    | Kashima Antlers                                                       | 3 - 0                                                                 | Yokohama Flügels                                                      | ?                                                                     | ?                                                                     |
| 78  | 1998    | Yokohama Flügels (2)                                                  | 2 - 1                                                                 | Shimizu S-Pulse                                                       | ?                                                                     | ?                                                                     |
| 79  | 1999    | Nagoya Grampus Eight (2)                                              | 2 - 0                                                                 | Sanfrecce Hiroshima                                                   | ?                                                                     | ?                                                                     |
| 80  | 2000    | Kashima Antlers (2)                                                   | 3 - 2 ap                                                              | Shimizu S-Pulse                                                       | Stade olympique                                                       | 53 501                                                                |
| 81  | 2001    | Shimizu S-Pulse                                                       | 3 - 2 ap                                                              | Cerezo Osaka                                                          | Stade olympique                                                       | 46 728                                                                |
| 82  | 2002    | Kyoto Purple Sanga                                                    | 2 - 1                                                                 | Kashima Antlers                                                       | Stade olympique                                                       | 50 526                                                                |
| 83  | 2003    | Júbilo Iwata (2)                                                      | 1 - 0                                                                 | Cerezo Osaka                                                          | Stade olympique                                                       | 51 167                                                                |
| 84  | 2004    | Tokyo Verdy 1969 (5)                                                  | 2 - 1                                                                 | Júbilo Iwata                                                          | Stade olympique                                                       | 50 233                                                                |
| 85  | 2005    | Urawa Reds Diamonds (5)                                               | 2 - 1                                                                 | Shimizu S-Pulse                                                       | Stade olympique                                                       | 51 536                                                                |
| 86  | 2006    | Urawa Reds Diamonds (6)                                               | 1 - 0                                                                 | Gamba Osaka                                                           | Stade olympique                                                       | 46 880                                                                |
| 87  | 2007    | Kashima Antlers (3)                                                   | 2 - 0                                                                 | Sanfrecce Hiroshima                                                   | Stade olympique                                                       | 46 357                                                                |
| 88  | 2008    | Gamba Osaka (2)                                                       | 1 - 0 ap                                                              | Kashiwa Reysol                                                        | Stade olympique                                                       | 44 066                                                                |
| 89  | 2009    | Gamba Osaka (3)                                                       | 4 – 1                                                                 | Nagoya Grampus                                                        | Stade olympique                                                       | 42 140                                                                |
| 90  | 2010    | Kashima Antlers (4)                                                   | 2 - 1                                                                 | Shimizu S-Pulse                                                       | Stade olympique                                                       | 41 348                                                                |
| 91  | 2011    | FC Tokyo                                                              | 4 - 2                                                                 | Kyoto Sanga FC                                                        | Stade olympique                                                       | 41 974                                                                |
| 92  | 2012    | Kashiwa Reysol (3)                                                    | 1 - 0                                                                 | Gamba Osaka                                                           | Stade olympique                                                       | 46 480                                                                |
| 93  | 2013    | Yokohama F. Marinos (7)                                               | 2 - 0                                                                 | Sanfrecce Hiroshima                                                   | Stade olympique                                                       | 46 599                                                                |
| 94  | 2014    | Gamba Osaka (4)                                                       | 3 - 1                                                                 | Montedio Yamagata                                                     | Stade Nissan                                                          | 47 829                                                                |
| 95  | 2015    | Gamba Osaka (5)                                                       | 2 - 1                                                                 | Urawa Reds Diamonds                                                   | Stade Ajinomoto                                                       | 43 809                                                                |
| 96  | 2016    | Kashima Antlers (5)                                                   | 2 - 1                                                                 | Kawasaki Frontale                                                     | Stade de football de Suita                                            | 34 166                                                                |
| 97  | 2017    | Cerezo Osaka (4)                                                      | 2 - 1                                                                 | Yokohama F. Marinos                                                   | Stade Saitama 2002                                                    | 42 029                                                                |
| 98  | 2018    | Urawa Reds Diamonds (7)                                               | 1 - 0                                                                 | Vegalta Sendai                                                        | Stade Saitama 2002                                                    | 50 978                                                                |
| 99  | 2019    | Vissel Kobe                                                           | 2 - 0                                                                 | Kashima Antlers                                                       | Stade national                                                        | 57 597                                                                |
| 100 | 2020    | Kawasaki Frontale                                                     | 1 - 0                                                                 | Gamba Osaka                                                           | Stade national                                                        | 13 318                                                                |
| 101 | 2021    | Urawa Red Diamonds (8)                                                | 2 - 1                                                                 | Oita Trinita                                                          | Stade national                                                        | 57 785                                                                |
| 102 | 2022    | Ventforet Kōfu                                                        | 1 - 1 ap (5 - 4 tab)                                                  | Sanfrecce Hiroshima                                                   | Stade Nissan                                                          | 37 998                                                                |
| 103 | 2023    | Kawasaki Frontale (2)                                                 | 0 - 0 ap (8 - 7 tab)                                                  | Kashiwa Reysol                                                        | Stade national                                                        | 62 837                                                                |
| 104 | 2024    | Vissel Kobe (2)                                                       | 1 - 0                                                                 | Gamba Osaka                                                           | Stade national                                                        | 56 824                                                                |

## Bilan par club
| Rang | Clubs                     | Titres (éditions)                                        | Finales perdues (éditions)                                                | Finales disputées |
| ---- | ------------------------- | -------------------------------------------------------- | ------------------------------------------------------------------------- | ----------------- |
| 1    | Université Keio           | 9 (1932, 1936, 1937, 1939, 1940, 1951, 1952, 1954, 1956) | 4 (1930, 1938, 1950, 1960)                                                | 13                |
| 2    | Urawa Reds Diamonds       | 8 (1971, 1973, 1978, 1980, 2005, 2006, 2018, 2021)       | 4 (1967, 1968, 1979, 2015)                                                | 12                |
| 3    | Yokohama F. Marinos       | 7 (1983, 1985, 1988, 1989, 1991, 1992, 2013)             | 2 (1990, 2017)                                                            | 9                 |
| 4    | Université Kwansei Gakuin | 7 (1929, 1930, 1950, 1953, 1955, 1958, 1959)             | 1 (1949)                                                                  | 8                 |
| 5    | Gamba Osaka               | 5 (1990, 2008, 2009, 2014, 2015)                         | 4 (2006, 2012, 2020, 2024)                                                | 9                 |
| 6    | Tokyo Verdy               | 5 (1984, 1986, 1987, 1996, 2004)                         | 3 (1981, 1991, 1992)                                                      | 8                 |
| 6    | Kashima Antlers           | 5 (1997, 2000, 2007, 2010, 2016)                         | 3 (1993, 2002, 2019)                                                      | 8                 |
| 8    | Cerezo Osaka              | 4 (1968, 1970, 1974, 2017)                               | 8 (1971, 1972, 1976, 1977, 1983, 1994, 2001, 2003)                        | 12                |
| 9    | Université Waseda         | 4 (1928, 1938, 1963, 1966)                               | 2 (1939, 1940)                                                            | 6                 |
| 9    | JEF United Ichihara Chiba | 4 (1960, 1961,1964, 1976)                                | 2 (1962, 1984)                                                            | 6                 |
| 11   | Sanfrecce Hiroshima       | 3 (1965, 1967, 1969)                                     | 12 (1954, 1957, 1966,1970,1978, 1987, 1995, 1996, 1999, 2007, 2013, 2022) | 15                |
| 12   | Shonan Bellmare           | 3 (1977, 1979, 1994)                                     | 4 (1975, 1982, 1985, 1988)                                                | 7                 |
| 12   | Kashiwa Reysol            | 3 (1972, 1975, 2012)                                     | 4 (1963, 1973, 2008, 2023)                                                | 7                 |
| 14   | Université de Tokyo       | 3 (1931, 1946, 1949)                                     | 1 (1925)                                                                  | 4                 |
| 15   | Université Chūō           | 2 (1957, 1962)                                           | 3 (1955, 1959, 1961)                                                      | 5                 |
| 16   | Júbilo Iwata              | 2 (1982, 2003)                                           | 2 (1989, 2004)                                                            | 4                 |
| 17   | Rijo Shukyu-dan           | 2 (1924, 1925)                                           | 1 (1927)                                                                  | 3                 |
| 17   | Yokohama Flügels          | 2 (1993, 1998)                                           | 1 (1997)                                                                  | 3                 |
| 17   | Nagoya Grampus            | 2 (1995, 1999)                                           | 1 (2009)                                                                  | 3                 |
| 17   | Kawasaki Frontale         | 2 (2020, 2023)                                           | 1 (2016)                                                                  | 3                 |
| 21   | Vissel Kobe               | 2 (2019, 2024)                                           | 0                                                                         | 2                 |
| 22   | Shimizu S-Pulse           | 1 (2001)                                                 | 4 (1998, 2000, 2005, 2010)                                                | 5                 |
| 23   | Yawata Steel              | 1 (1964)                                                 | 3 (1956, 1958, 1965)                                                      | 4                 |
| 24   | Nagoya Shukyu-dan         | 1 (1922)                                                 | 1 (1923)                                                                  | 2                 |
| 24   | NKK FC                    | 1 (1981)                                                 | 1 (1986)                                                                  | 2                 |
| 24   | Kyoto Sanga FC            | 1 (2002)                                                 | 1 (2011)                                                                  | 2                 |
| 27   | Tokyo Shukyu-dan          | 1 (1921)                                                 | 0                                                                         | 1                 |
| 27   | Astra Club                | 1 (1923)                                                 | 0                                                                         | 1                 |
| 27   | Club du lycée Kobe-Ichi   | 1 (1927)                                                 | 0                                                                         | 1                 |
| 27   | Tokyo Old Boys Club       | 1 (1933)                                                 | 0                                                                         | 1                 |
| 27   | Seoul Shukyu-dan          | 1 (1935)                                                 | 0                                                                         | 1                 |
| 27   | FC Tokyo                  | 1 (2011)                                                 | 0                                                                         | 1                 |
| 27   | Ventforet Kōfu            | 1 (2022)                                                 | 0                                                                         | 1                 |
| 34   | Osaka Club                | 0                                                        | 3 (1951, 1952, 1953)                                                      | 3                 |
| 35   | Université Kobe Shogyo    | 0                                                        | 2 (1937, 1946)                                                            | 2                 |
| 36   | Mikage Shukyu-dan         | 0                                                        | 1 (1921)                                                                  | 1                 |
| 36   | Hiroshima Koto-shihan     | 0                                                        | 1 (1922)                                                                  | 1                 |
| 36   | All Mikage Shihan Club    | 0                                                        | 1 (1924)                                                                  | 1                 |
| 36   | Université de Kyoto       | 0                                                        | 1 (1928)                                                                  | 1                 |
| 36   | Université Hōsei          | 0                                                        | 1 (1929)                                                                  | 1                 |
| 36   | Lycée Kobun               | 0                                                        | 1 (1931)                                                                  | 1                 |
| 36   | Yoshino Club              | 0                                                        | 1 (1932)                                                                  | 1                 |
| 36   | Sendai FC                 | 0                                                        | 1 (1933)                                                                  | 1                 |
| 36   | Université Tokyo Bunri    | 0                                                        | 1 (1935)                                                                  | 1                 |
| 36   | Collège Poseung           | 0                                                        | 1 (1936)                                                                  | 1                 |
| 36   | Université Rikkyō         | 0                                                        | 1 (1969)                                                                  | 1                 |
| 36   | Eidai Industries          | 0                                                        | 1 (1974)                                                                  | 1                 |
| 36   | Tanabe Pharmaceuticals    | 0                                                        | 1 (1980)                                                                  | 1                 |
| 36   | Montedio Yamagata         | 0                                                        | 1 (2014)                                                                  | 1                 |
| 36   | Vegalta Sendai            | 0                                                        | 1 (2018)                                                                  | 1                 |
| 36   | Oita Trinita              | 0                                                        | 1 (2021)                                                                  | 1                 |